# Saint-Denis (Vall d'Aosta)
Saint-Denis (arpità Sent-Denis) és un municipi italià, situat a la regió de Vall d'Aosta. L'any 2007 tenia 371 habitants. Limita amb els municipis d'Antey-Saint-André, Chambave, Châtillon, Pontey, Torgnon i Verrayes

## Administració

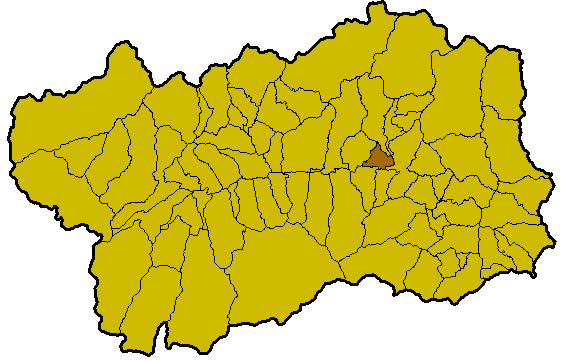
Situació de Saint-Denis a la Vall

| Període | Identitat      | Partit        |
| ------- | -------------- | ------------- |
| 2005-   | Guido Theodule | Llista cívica |